# Spotřební průmysl
Spotřební průmysl je odvětví průmyslu vyrábějící zboží určené především ke krátkodobé nebo dlouhodobé spotřebě. Nejrozšířenějšími odvětvími spotřebního průmyslu jsou průmysl oděvní, textilní, obuvnický, polygrafický, dřevozpracující (výroba nábytku, tužek, sirek apod.) a výroba spotřební elektroniky.